# Delphinium kantzeense
Delphinium kantzeense är en ranunkelväxtart som beskrevs av Wen Tsai Wang. Delphinium kantzeense ingår i släktet storriddarsporrar, och familjen ranunkelväxter. Inga underarter finns listade i Catalogue of Life.